# Sanicula oviformis
Sanicula oviformis là một loài thực vật có hoa trong họ Hoa tán. Loài này được X.T. Liu & Z.Y. Liu miêu tả khoa học đầu tiên năm 1991.